# Lac Emirockoteak
Lac Emirockoteak är en sjö i Kanada.   Den ligger i regionen Mauricie och provinsen Québec, i den sydöstra delen av landet, 300 km nordost om huvudstaden Ottawa. Lac Emirockoteak ligger 249 meter över havet. Arean är 0,16 kvadratkilometer. Den sträcker sig 0,9 kilometer i nord-sydlig riktning, och 0,5 kilometer i öst-västlig riktning.
I omgivningarna runt Lac Emirockoteak växer i huvudsak blandskog. Trakten runt Lac Emirockoteak är nära nog obefolkad, med mindre än två invånare per kvadratkilometer.